# 陳大明
陈大明，河南开封人，电影导演与编剧。11岁时进入「开封市戏曲学校」学习武生7年。1984年考上了北京电影学院表演系，毕业后任教于北京电影学院表演系。1990年移居美国，1991年加入美国演员工会，先后从事过演员、编剧工作，曾导演过《鸡犬不宁》等片，2010年6月开拍翻拍自好莱坞的中文版《我知女人心》。

## 电影作品
- 1998年，编剧《越过高山》；
- 2004年，编导《我为谁狂》（原名《井盖儿》）；
- 2006年，编剧导演《鸡犬不宁》，获得第九届巴西利亚国际电影节最佳导演奖；
- 2010年，编剧导演《我知女人心》；
- 2023年，编剧《莫斯科行动》；